# Sierra de Elguea
La sierra de Elguea está situada entre las provincias País Vasco de Guipúzcoa y Álava en España. Forma parte de la cadena pirenaica aunque tiene mejor cabida dentro de los Montes Vascos y es, junto con las de Altzania y de Urkilla,  una de las tres sierras que se ubican en el límite de esos dos territorios históricos. La cumbre más alta es la del monte Aumategui o Saiturri con 1.192 metros de altitud. Otras cumbres relevantes son el Andarto de l089 m s. n. m., el Aizorrotz de 738 m s. n. m.m, el Elgea Mendi de 943 m s. n. m., que da nombre a la sierra, y el Troke de 915 m.
La sierra de Elguea se alza en el límite Sur de Guipúzcoa uniéndose a otras cadenas y estaciones de la zona este del Territorio. Se extiende por los territorios municipales de Escoriaza, Arechavaleta, Salinas de Leniz y Oñate en Guipúzcoa y de Barrundia, capitalidad que ostenta Ozaeta, Elburgo y Arrazua-Ubarrundia en Álava. 
Sus montes son de una relativa altitud, el mayor de ellos alcanza los 1192 m s. n. m., pero su disposición sobre la Llanada Alavesa hace que sus vistas sobre la misma sean inmejorables. El relieve de la sierra está conformado por cumbres poco marcadas, mientras que al norte destacan  las cumbres de caliza arreficial entre las que destaca, por su forma bien definida, el pico Andarto de 1.074 m s. n. m. Entre las cumbres se halla la depresión kárstica de  Degurixa o Deguria a 915 m s. n. m. que corre dirección este-oeste por unos 2 km. Las laderas del norte están cubiertas por hayas casi hasta la cima, mientras que las de la parte sur están despejadas en la parte superior y cubiertas por robles en su parte baja.
La sierra de Elguea se extiende entre el Puerto de San Adrián, desde el cual puede decirse que arranca hacia el oeste, y la sierra de Arlabán Sus cumbres son la divisoria de aguas entre la cuenca mediterránea y a cantábrica que se establecen por la cuenca del Zadorra en la parte alavesa y mediterránea y el Deva en la parte guipuzcoana y cantábrica. 
La recorre un parque eólico y por sus lomas se ubican los monumentos megalíticos que conforman la estación megalítica Eguea-Artía que consta de nueve monumentos identificados.

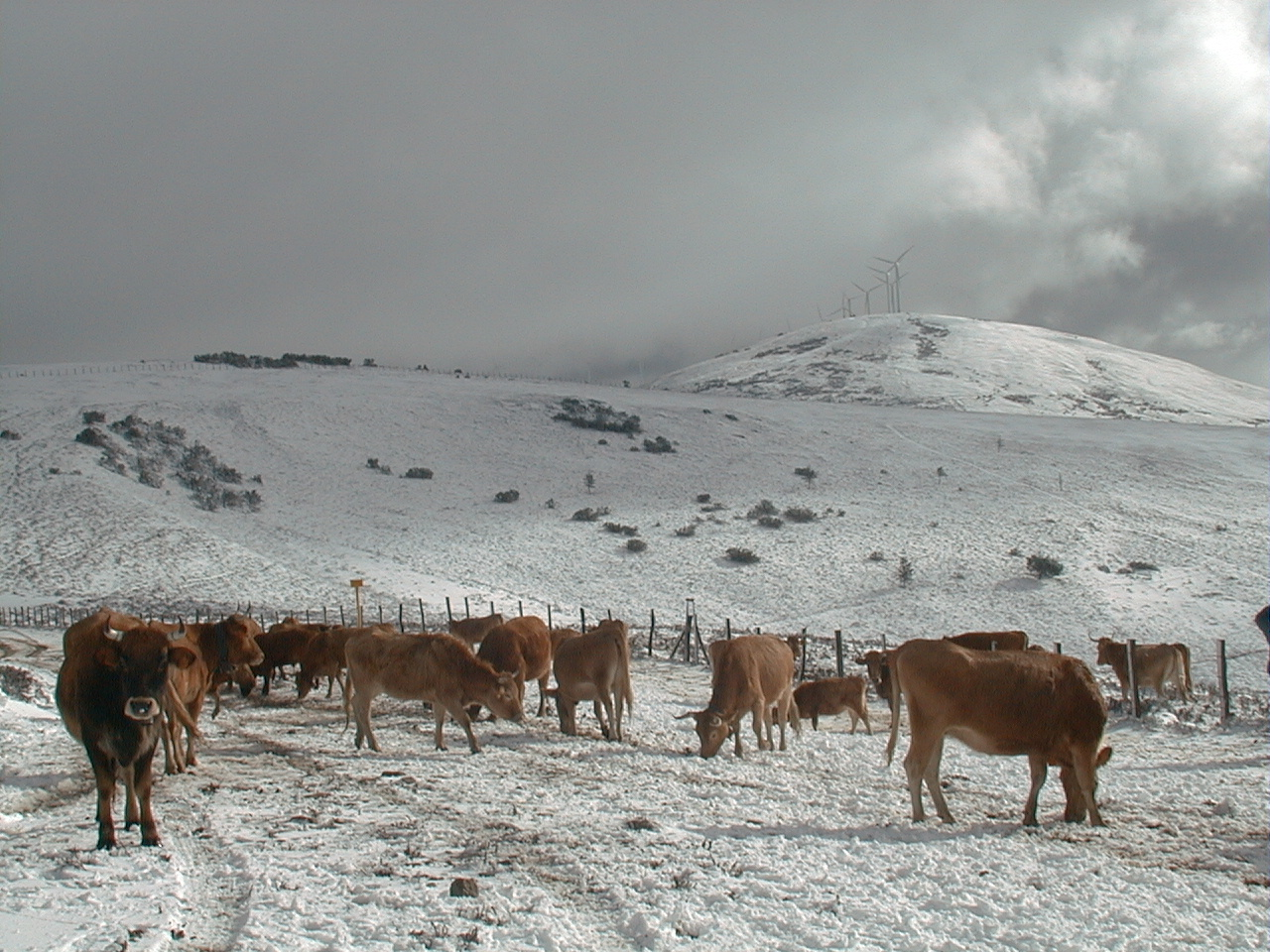
Ganado vacuno pastando en Elguea.

## Cumbres
- Aumategui o Saiturri, 1192 m 42°57′53″N 2°28′57″O / 42.9647839, -2.4825576 (Álava y  Guipúzcoa)
- Gaboñu o Artia, 1176 m 42°57′24″N 2°25′32″O / 42.9565701, -2.4256541 (Álava y Guipúzcoa)
- Sekillaga, 1152 m 42°57′31″N 2°26′14″O / 42.9585003, -2.4371732 (Álava y  Guipúzcoa)
- Keixtuigaña, 1132 m 42°57′33″N 2°24′53″O / 42.9590894, -2.414584 (Álava y  Guipúzcoa)
- Mugarriluze, 1111 m 42°57′39″N 2°30′24″O / 42.9609101, -2.5066704 Álava y  Guipúzcoa)
- Burgamendi, 1081 m 42°57′23″N 2°26′54″O / 42.9564842, -2.4484708 (Álava y  Guipúzcoa)
- Mirubizkar, 1048 m 42°57′30″N 2°27′24″O / 42.9584233, -2.4566434 (Álava y  Guipúzcoa)
- Makatzgain, 996 m 42°58′37″N 2°32′07″O / 42.9768884, -2.5354123 (Guipúzcoa)
- Arriurdin, 992 m 42°58′18″N 2°32′06″O / 42.9717984, -2.5348865 (Álava y  Guipúzcoa)

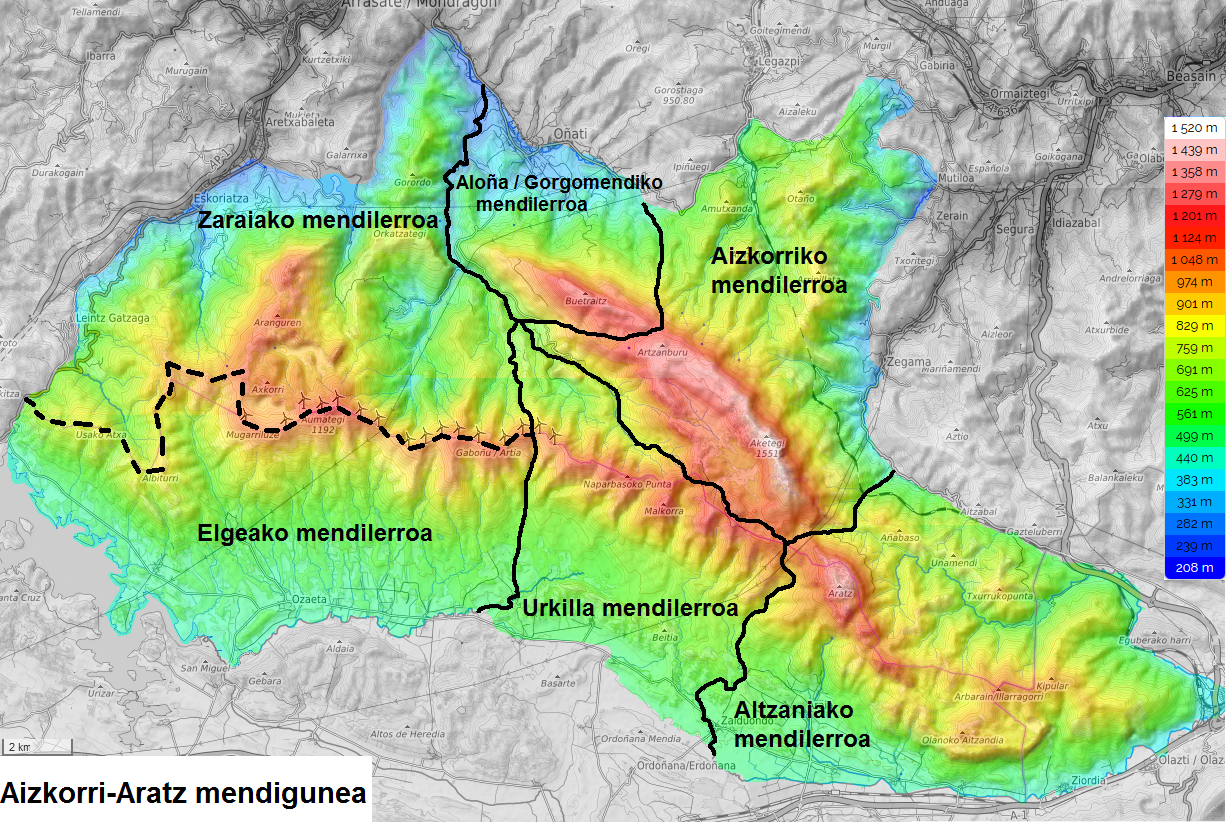
Sierras en el sur de Guipúzcoa.

- Elgeamendi o Albiturri, 944 m 42°57′04″N 2°32′17″O / 42.9512258, -2.5381307 (Álava)
- Urkitza, 915 m 42°57′54″N 2°32′25″O / 42.9650669, -2.5404059 (Álava y  Guipúzcoa)
- Miritxa, 885 m 42°56′53″N 2°32′48″O / 42.9479642, -2.5467114 (Álava )
- Arkamo, 875 m 42°57′13″N 2°32′55″O / 42.9534828, -2.5485833 (Álava y  Guipúzcoa)

## Estación megalítica Elguea-Artia

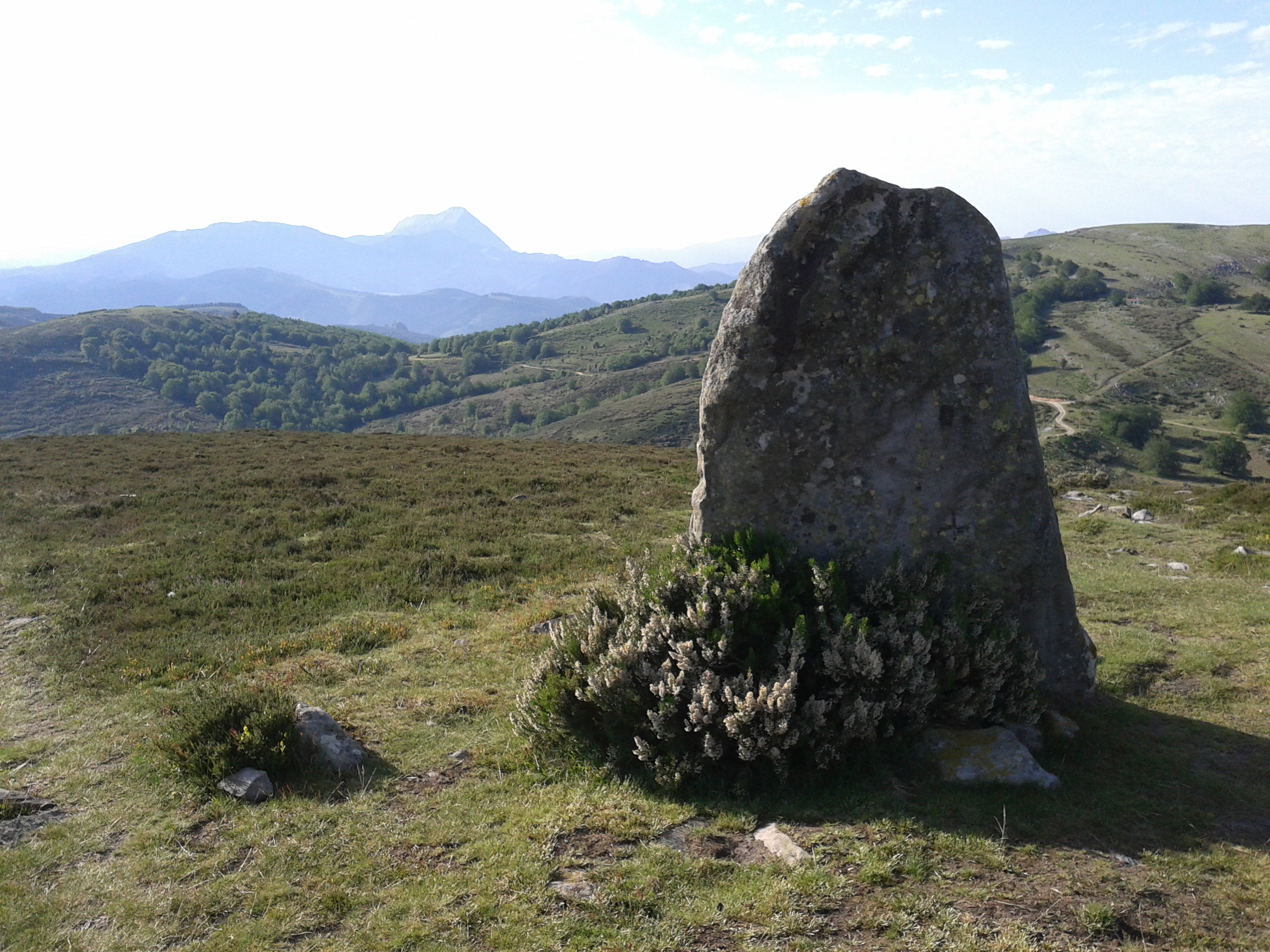
Menhir de Mugarriluze.

En la sierra de Elguea-Artia se han hallado 9 monumentos megalíticos que conforman la llamada estación megalítica de Elguea-Artia, conjunto que fue declarado Bien Cultural Clasificado, con la categoría de Conjunto Monumental y debidamente protegido por el DECRETO 137/2003, de 24 de junio de 2003 por el gobierno vasco. Se extiendo por un terreno muy homogéneo de escasos desniveles que no llegan a los 400 metros y algunos de sus monumentos han sido dañados por las roturaciones o pistas forestales.
La estación consta de dos dolmenes, cuatro túmulos y dos menhires. Estos son:
Dólmenes
- Dolmen de  Artaso.
- Dolmen de Elgea I.
- Dolmen de Urkitzako Lepoa.

Túmulos
- Túmulo de  Alabitarte.
- Túmulo de  Elgea II.
- Túmulo de  Gallerdi.
- Túmulo de  Isikoaitza.

Menhires
- Menhir de Mugarriaundi.
- Menhir de Mugarriluze.

El menhir de Mugarriluze , también conocido como Mugarriluzeko zutarria o Mugarriluzeko menhirra, es un megalito del Neolítico o Edad del Bronce . Está situado en el monte Mugarriluze a una altitud de 1.109 metros. Es un monolito de 2,13 m de alto y 1,65 m de ancho en la base, con un espesor de entre 0,20  m y 0,27  m. Fue señalado  por el etnólogo Luis Pedro Peña Santiago en el año 1980.
- MONOLITO DE MUGARRILUZE

## Parque eólico
En el entorno de la sierra de Elguea se ha construido el parque eólico Elgea-Urkilla que se sitúa  en territorio alavés y guipuzcoano. Consta de un total de 78 generadores, de los que 40 pertenecen al parque eólico de Eguea que entró en funcionamiento en julio del año 2000, siendo el primero construido en la comunidad autónoma del País Vasco. Otros 38 generadores se encuentran en  Urkilla y conforman el parque eólico de Urkilla que se concibió como ampliación del anterior y entró en funcionamiento en octubre de 2003. Ocupa una superficie de 7 hectáreas.
El parque está ubicado en terrenos de los municipios alaveses de  Barundia, San Millán y el guipuzcoano de Oñate. Ha sido desarrollado por  Iberdrola, Ente Vasco y Sociedad de Eólicas de Euskadi, SA y operado por Eólicas de Euskadi participada por Iberdrola. En la primera etapa de funcionamiento se pusieron en marcha 38 aerogeneradores Gamesa G58/850 de 300 kW de potencia y 58 metros de diámetro. mientras que en la segunda se añadieron 38 generadores más de 850 kW de potencia que daban una potencia total de 32,3 MW con una producción estimada de 90.296 MW/año.
En el año 2021 se le dotó de una batería de almacenamiento energético de cinco megavatios hora de capacidad, siendo el primero de España en tener un sistema de almacenamiento de este tipo.
El alternador de cada aerogenerador trabaja con una tensión nominal de 690 V que se eleva a 20 kV mediante  un transformador situado dentro de la torre de cada aerogenerador. Las torres están interconectadas creando grupos que se conectan a sendas  subestaciones transformadoras que elevan la tensión a 220 kV. La energía generada se inyecta en la red de distribución eléctrica en la línea Vitoria-Itxaso propiedad de Iberdrola. Las conexiones eléctricas subterráneas están hechas de nueve conductores de cobre con un diámetro de 240 milímetros. Dos tienen un aislamiento DHZ1 de 12/20 kV enterrado directamente a una profundidad de 1,1 metros.